# Ewangeliarz Barberini

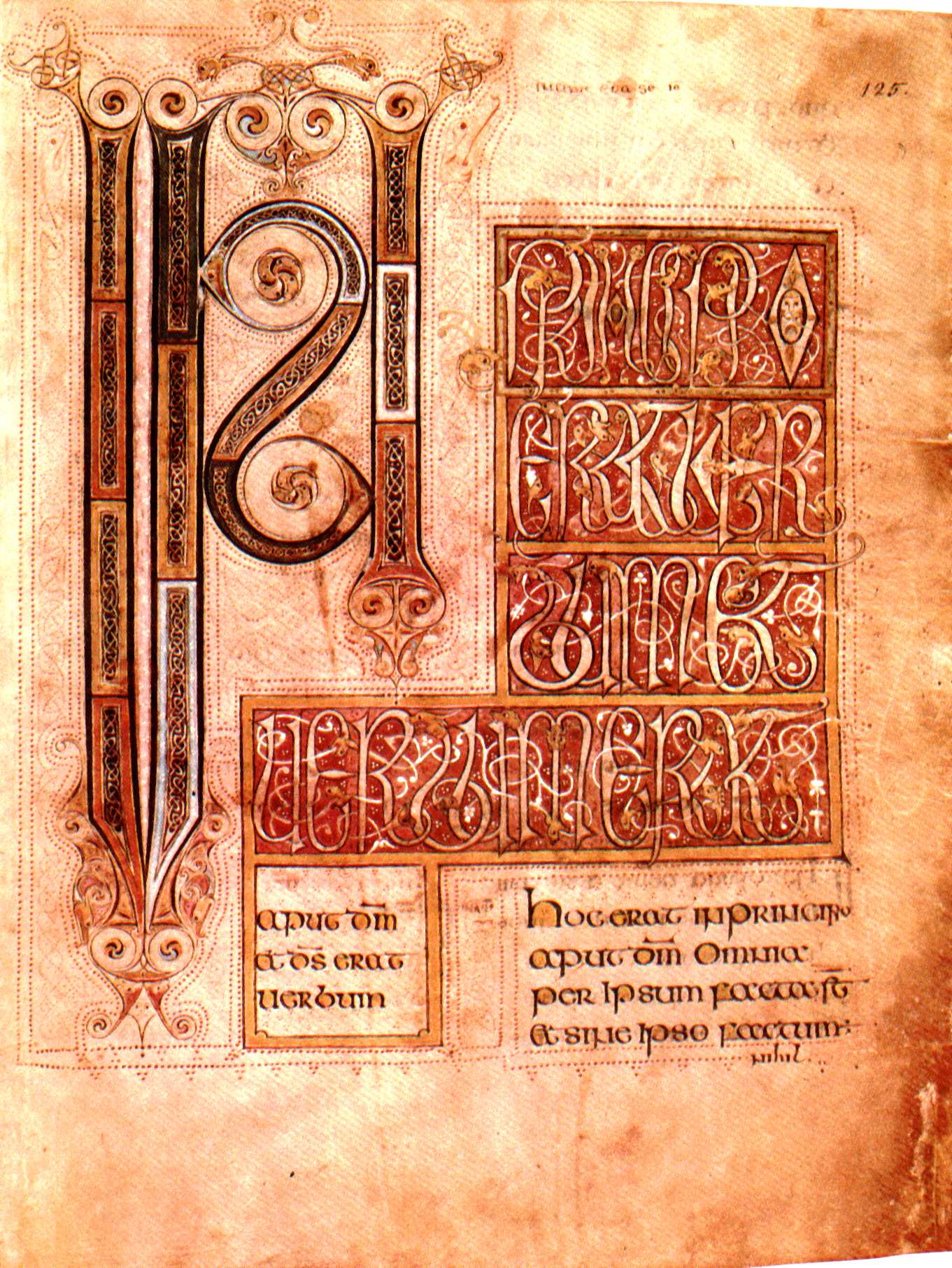
Karta z Ewangeliarza Barberini: incipit Ewangelii Jana

Ewangeliarz Barberini – datowany na koniec VIII wieku rękopiśmienny ewangeliarz insularny, znajdujący się obecnie w zbiorach Biblioteki Watykańskiej (sygnatura Barberini lat. 570).
Księgę zdobią portrety ewangelistów, tablice z Kanonami Euzebiusza oraz kunsztowne incipity w stylu italo-bizantyjskim. Pochodzenie manuskryptu nie jest znane, w tekście wyróżniono rękę czterech różnych skrybów, z których dwóch pochodziło z Nortumbrii, zaś jeden z Mercji. Warstwa ikonograficzna księgi zdradza wpływ umbryjskiej szkoły iluminatorskiej. Na podstawie pojawiających się w kolofonie słów ora pro uuigbaldo próbowano powiązać manuskrypt z biskupem Hygbaldem z Lindisfarne, jednak nie wszyscy badacze zaakceptowali tę tezę.
Nazwa księgi pochodzi od założonej przez kardynała Francesco Barberiniego (1597-1679) biblioteki, w której pierwotnie się znajdowała. W 1902 roku stała się własnością Biblioteki Watykańskiej.